# Simone Greiner-Petter-Memm
Simone Greiner-Petter-Memm (* 15. September 1967 in Jena als Simone Greiner-Petter) ist eine ehemalige deutsche Biathletin.
Simone Greiner-Petter-Memm begann wie viele Biathleten als Langläuferin. Ihren ersten internationalen Erfolg hatte sie bei den Nordischen Junioren-Skiweltmeisterschaften 1987 in Asiago. Dort gewann sie Silber über 15 km. Für die DDR startete sie bei den Olympischen Winterspielen 1988 in Calgary und wurde mit der Staffel Fünfte. Ihre Einzelstarts waren meist weniger erfolgreich. Ihren letzten Sieg als Langläuferin hatte Simone Greiner-Petter-Memm beim Skiweltcup im italienischen Toblach im Januar 1988. 1990 zog sie sich vom Leistungssport zurück. Nach der Geburt ihres Kindes kam sie 1991 als Biathletin zurück zum Leistungssport und startete 1992, noch unter dem Namen Simone Greiner-Petter, erstmals im Weltcup.
Zur tragischen Figur wurde Greiner-Petter-Memm beim olympischen Staffelrennen 1994 in Lillehammer. Die deutsche Staffel lag in aussichtsreicher Position. In der Staffel um Uschi Disl, Antje Harvey und Petra Schaaf war sie dritte Läuferin. Bei zwei Schießeinlagen konnte sie mit der maximalen Anzahl von 16 Patronen lediglich vier Treffer landen und musste sowohl nach dem Liegend- als auch nach dem Stehendschießen jeweils drei Strafrunden laufen. Trotzdem erreichte die deutsche Staffel am Ende noch die Silbermedaille, hatte jedoch einen Rückstand von fast vier Minuten auf die siegreiche russische Staffel.
Bei den Biathlon-Weltmeisterschaften gewann sie zwischen 1995 und 1999 insgesamt vier Mal Gold mit deutschen Staffeln. Im Weltcup errang sie vier Siege und 10 weitere Podiumsplätze.
Simone Greiner-Petter-Memm ist mit dem ehemaligen Kombinierer Silvio Memm verheiratet und hat ein Kind. Sie ist Grundschullehrerin und unterrichtet Deutsch, Mathematik, Heimat- und Sachunterricht und als Nebenfach Sport.

## Erfolge
- Olympische Winterspiele:
  - 1994: 1 × Silber (Staffel)

- Weltmeisterschaften:
  - 1995: 1 × Gold (Staffel), 1 × Silber (Mannschaft)
  - 1996: 2 × Gold (Staffel, Mannschaft)
  - 1997: 1 × Gold (Staffel)
  - 1999: 1 × Gold (Staffel)

- Gesamtweltcup:
  - 1 × Platz 6 (1993/94)
  - 1 × Platz 3 (1996/97)

- Weltcupsiege:
  - 1 × Langlauf
  - 4 × Biathlon

- Gesamtbilanz im Biathlon-Weltcup

Die Tabelle zeigt alle Platzierungen (je nach Austragungsjahr einschließlich Olympische Spiele und Weltmeisterschaften).
- 1.–3. Platz: Anzahl der Podiumsplatzierungen
- Top 10: Anzahl der Platzierungen unter den ersten zehn (einschließlich Podium)
- Punkteränge: Anzahl der Platzierungen innerhalb der Punkteränge (einschließlich Podium und Top 10)
- Starts: Anzahl gelaufener Rennen in der jeweiligen Disziplin

| Platzierung                                    | Einzel | Sprint | Verfolgung | Massenstart | Team | Staffel | Gesamt |
| ---------------------------------------------- | ------ | ------ | ---------- | ----------- | ---- | ------- | ------ |
| 1. Platz                                       | 1      | 2      | 1          |             | 1    | 6       | 11     |
| 2. Platz                                       | 3      | 2      | 2          |             | 1    | 5       | 13     |
| 3. Platz                                       | 1      | 1      | 1          |             |      | 1       | 4      |
| Top 10                                         | 13     | 16     | 5          | 1           | 2    | 15      | 52     |
| Punkteränge                                    | 23     | 31     | 9          | 2           | 2    | 15      | 82     |
| Starts                                         | 30     | 44     | 15         | 2           | 2    | 15      | 108    |
| Stand: Auflistung möglicherweise unvollständig |        |        |            |             |      |         |        |